# عصيرة (وشحة)

تعديل مصدري - تعديل

عصيرة هي إحدى قرى عزلة بنى سعد بمديرية وشحة التابعة لمحافظة حجة، بلغ تعداد سكانها 411 نسمة حسب تعداد اليمن لعام 2004.